# Театр Его Величества
Теа́тр Его Вели́чества (англ. His Majesty's Theatre), также Театр Её Величества (англ. Her Majesty's Theatre) — лондонский оперный и драматический театр. Расположен в Вест-Энде, на улице Хеймаркет в округе Вестминстер.
Первое здание Королевского театра в Хеймаркете было построено в 1705 году по проекту архитектора Джона Ванбру. Приставку «королевский» (King's Theatre) театр получил в 1714 году, в честь восшествия на престол короля Георга.
В 1711—1739 годах на этой сцене были впервые поставлены оперы Генделя (всего более 25), в XIX веке здесь гастролировали звёзды европейских театров оперы и балета, проходили английские премьеры опер Моцарта и других композиторов. В 1843—1850 годах музыку для балетных постановок театра писал Цезарь Пуни.
Нынешнее здание театра было построено в 1897 году по проекту Чарльза Фиппса для основателя Королевской академии драматического искусства Герберта Бирбома Три. В первые десятилетия XX века Три ставил здесь произведения Шекспира и другие классические пьесы, в театре проходили премьеры пьес Бернарда Шоу, Джона Синга, Джона Б. Пристли, Ноэла Кауарда и других драматургов.
Со времён Первой мировой войны благодаря своей широкой сцене театр приобретает музыкальную специализацию.

## Мировые премьеры

### Балет
- 22 июня 1843 — «Ундина» Жюля Перро на музыку Цезаря Пуни (Ундина — Фанни Черрито, Маттео — Жюль Перро)
- 9 марта 1844 — «Эсмеральда» Жюля Перро на музыку Цезаря Пуни (Эсмеральда — Карлотта Гризи, Грингуар — Жюль Перро, Феб — Артур Сен-Леон)
- 23 мая 1844 — «Маркитантка[англ.]» Артура Сен-Леона на музыку Цезаря Пуни (Кати — Фанни Черрито, Ганс — Артур Сен-Леон)
- 12 июля 1845 — «Па-де-катр» Жюля Перро на музыку Цезаря Пуни (с участием Марии Тальони, Фанни Черрито, Карлотты Гризи и Люсиль Гран; в присутствии королевы Виктории)
- 3 марта 1846 — «Катарина, или Дочь разбойника» Жюля Перро на музыку Цезаря Пуни (Катарина — Люсиль Гран, Лейтенант Дьяволино — Жюль Перро)

### Опера
- 22 июля 1847 — «Разбойники», опера Джузеппе Верди на либретто Андреа Маффеи по драме Фридриха Шиллера «Разбойники» (1781). На премьере присутствовали королева Виктория и принц Альберт. Дирижировал автор.